# Cartujano
De kartuizer, beter bekend als de cartujano, wordt tegenwoordig beschouwd als een zijtak van de andalusiër in plaats van als een zelfstandig paardenras. Toch is hij zijn oorspronkelijke vorm trouw gebleven en niet helemaal opgegaan in de andalusiër.

## Geschiedenis
De cartujano is een van de oudste en zuiverste paardenrassen ter wereld. Hij is zeldzaam en de lijn van deze Spaanse paarden is helemaal te traceren tot in de vijftiende eeuw. De cartujano was de trots van de Spaanse kartuizermonniken, de fokkers.
Er gaat een verhaal over het begin van de cartujano. Andres Zamora en zijn broer hadden verscheidene Spaanse merries. Op een dag herkende Andres een hengst die een kar trok als het paard dat hij in de cavalerie had bereden, El Soldado genaamd. Andres ging aan de slag om hem te kopen en om er veulens mee te fokken uit zijn eigen Spaanse merries. Een van de nakomelingen was een hengst genaamd Esclavo. Esclavo werd qua temperament en bouw als perfect beschouwd en was stamhengst van de cartujano geworden. Hij verwekte vele uitstekende veulens. Op een dag, toen Andres niet thuis was, verkocht zijn broer de hengst in Portugal voor een grote som geld. Toen Andres terugkeerde, werd hij woest en stierf spoedig daarna. Enkelen van de nakomelingen van Esclavo werden in 1736 verkocht aan Pedro Picado, die toen enkele merries aan de kartuizermonniken gaf om een schuld af te betalen. De overige paarden werden verkocht aan Antonio Abad Romero en werden uiteindelijk geabsorbeerd in het Andalusische ras. De monniken hielden het ras zuiver en integreerden hen in een speciale lijn die als Zamoranos bekend werden. De monniken bewaakten bloedlijnen en tartten zelfs een koninklijke orde om Napolitaans en Midden-Europees bloed in hun ras te introduceren. In 1854 kocht de eigenaar Jerez Vincent Romero y Garcia vele cartujano's aan en hielp om het ras zonder het gebruik van enig ander bloed te verbeteren.
Tegenwoordig wordt de cartujano gefokt en gecontroleerd door de staatsstoeterijen van Cordoba, Jerez de la Frontera en Badajoz. Van Esclavo ging zowel zijn bouw als zijn temperament op zijn nageslacht over.
De cartujano was het favoriete ras van koningen en mannen van adel. Napoleon bereed de cartujano. Maar de paarden trokken ook de aandacht van kunstenaars, zoals te zien in schilderijen van Rubens.

## Kenmerken
De cartujano of kartuizer heeft een zeer fijn en goed geplaatst hoofd, een gespierde hals en mooie schuine schouders met een diepe borst. Hun rug en achterhand staan goed in verhouding. De meest voorkomende kleur bij de cartujano is schimmel, maar ook bruin, vos en zwart komen voor. De cartujano wordt gemiddeld 1,52 tot 1,62 meter groot. Een bijzonder kenmerk zijn de wratten die onder zijn staart worden gevonden en de knokige groei die op het voorhoofd op hoorns lijkt. Beide kenmerken zijn afkomstig van de stamhengst Esclavo.
De paarden staan bekend om hun gelijkmatige en vriendelijke karakter, met temperament. De paarden zijn erg intelligent en leren snel. De cartujano wordt relatief oud, gemiddeld tussen de 30 en 35 jaar.

## Gebruik
De cartujano is een veelzijdig paard. Hij wordt als rijpaard gebruikt, bij stierenvechten, aangespannen en hij wordt gebruikt op hogeschool-demonstraties.

## Afbeeldingen

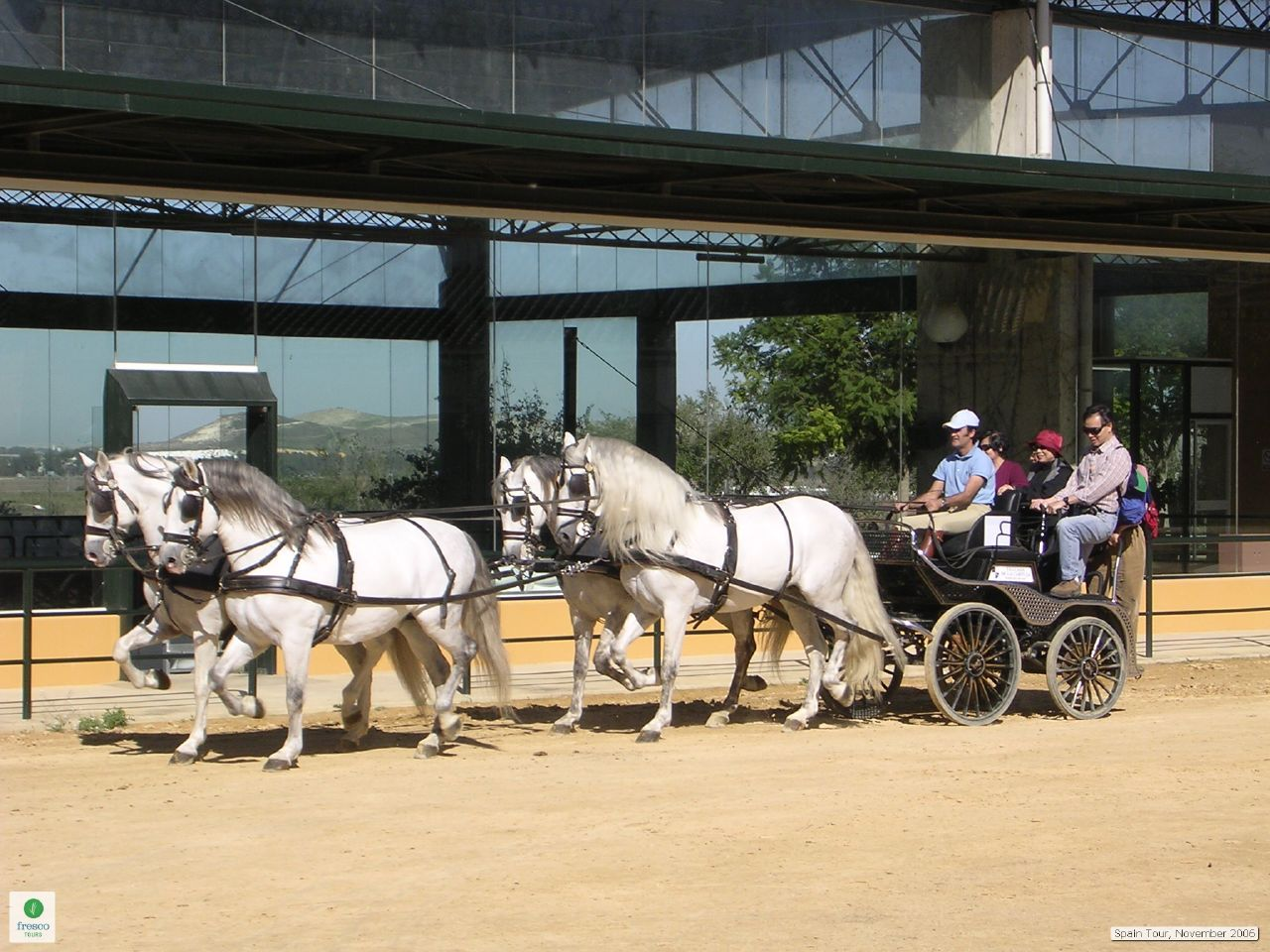
Een vierspan
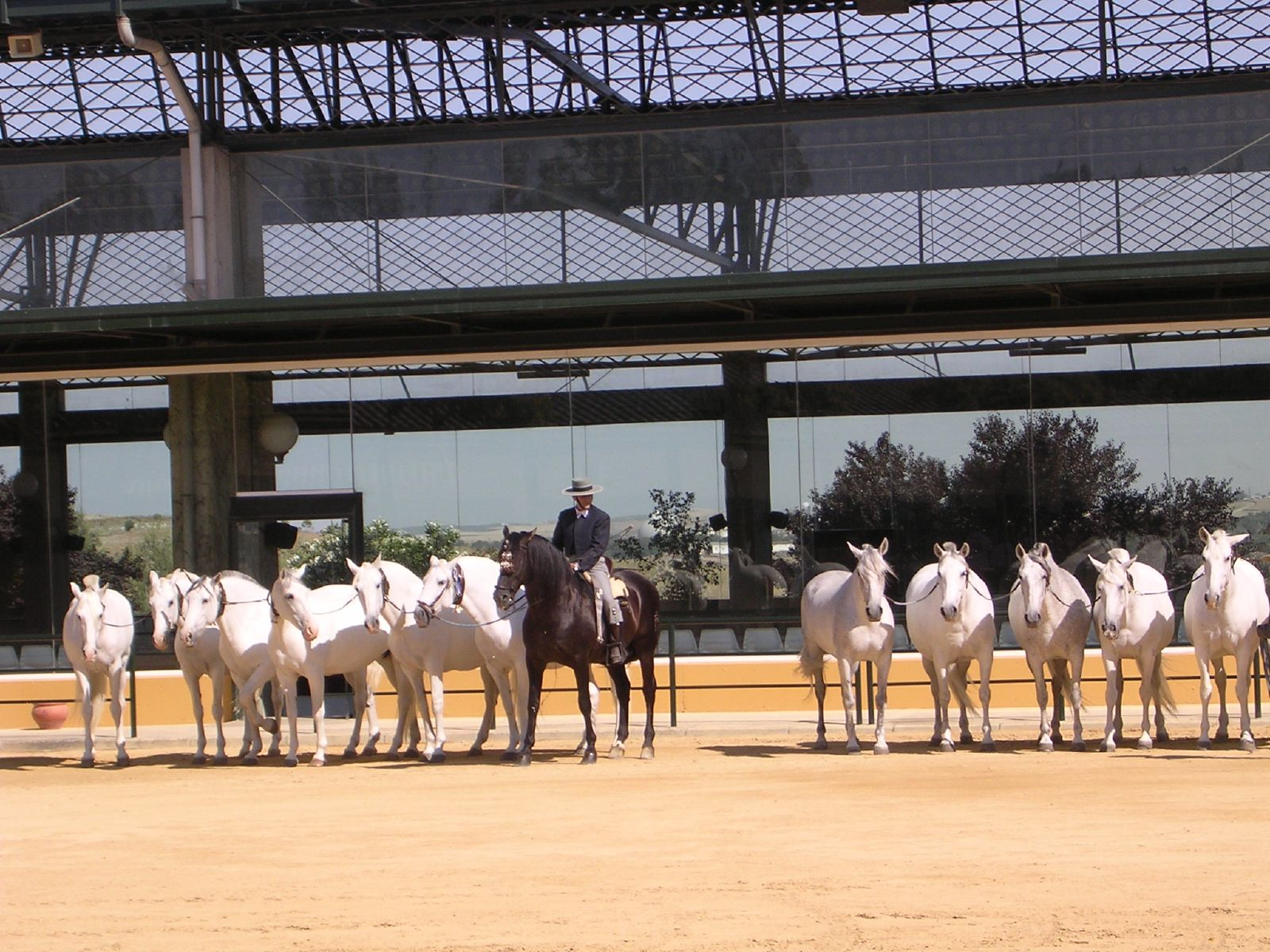
Een groep merries
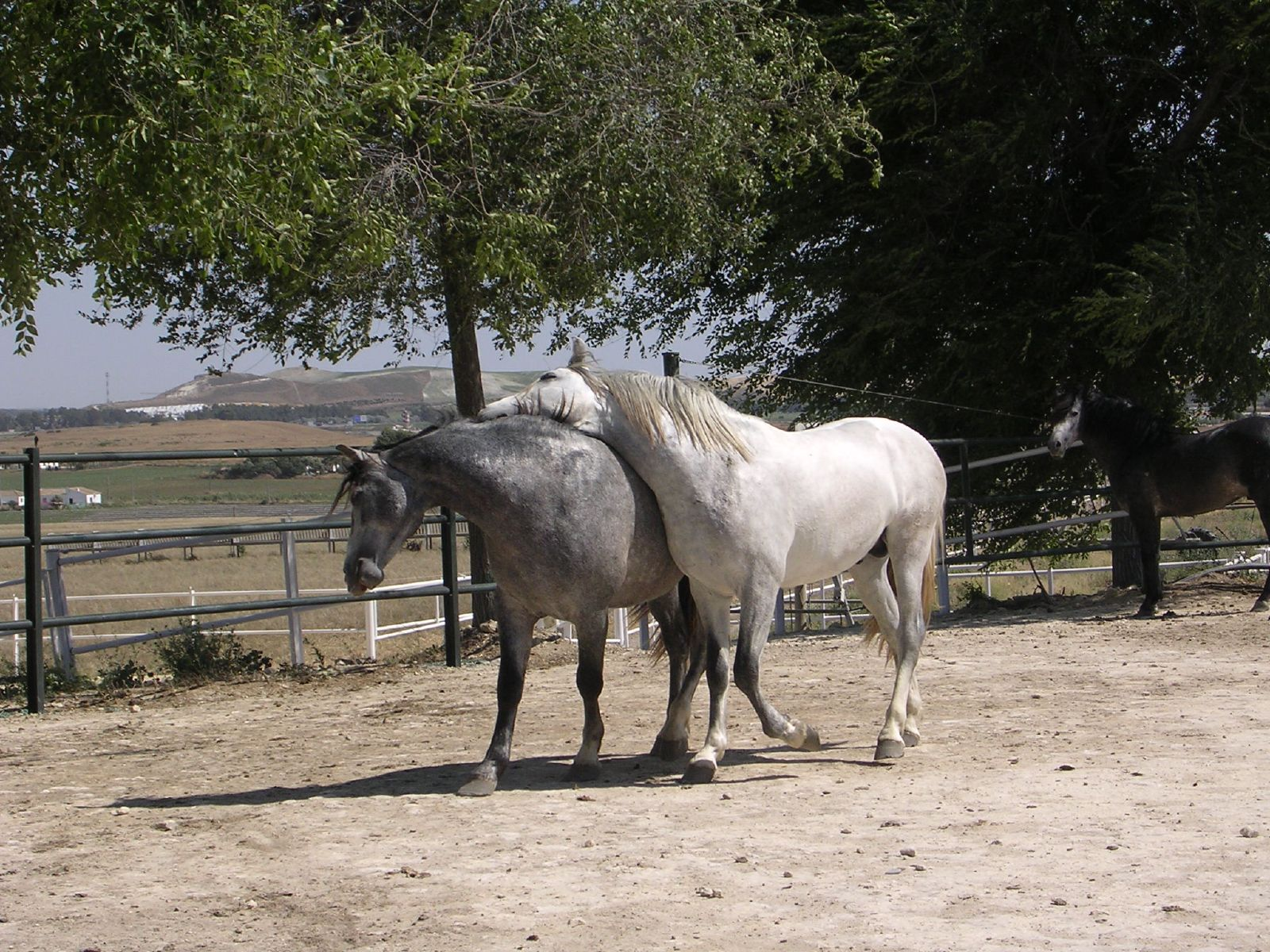
Jonge hengsten